# Kottabos

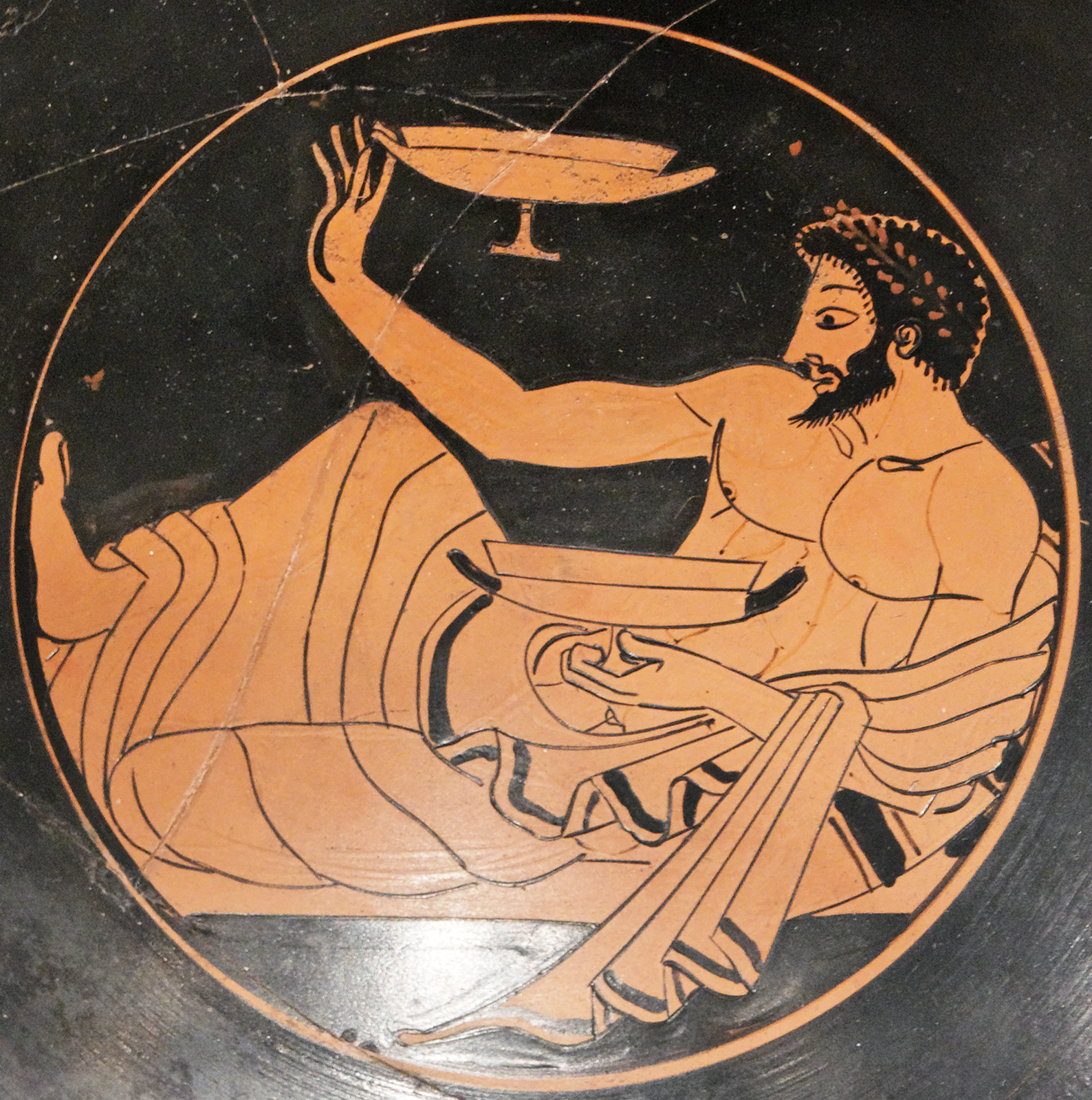
Giocatore di kottabos raffigurato su una kylix attica a figure rosse (c. 500 a.C.).

Il kottabos o còttabo (in greco antico: κότταβος?), termine che significa bicchiere vuoto oppure coppa vuota, era un gioco ampiamente diffuso nel mondo greco antico, uno degli intrattenimenti ludici che seguivano un banchetto, meno intellettuale del simposio.
Lo scopo del gioco consisteva nel colpire un bersaglio, un piatto o un vaso, con il vino rimasto sul fondo della coppa. Generalmente il premio che spettava al vincitore era una mela, dei dolci, una coppa o il bacio della persona amata, cui era dedicato il lancio.
La popolarità del gioco, diffuso dal VI al III secolo a.C., è testimoniata dalle raffigurazioni su vasi antichi e dalle citazioni negli autori classici, come nel caso della commedia di Amipsia, dal titolo Ἀποκοτταβίζοντες ("I giocatori di cottabo").

## Origine
L'origine del gioco viene fatta tradizionalmente risalire a un'area culturale non greca, anzi precisamente italica: gli inventori del gioco sarebbero stati infatti i Siculi, dai quali si sarebbe diffuso tra i coloni sicelioti per essere da questi rapidamente irradiato all'intera area culturale greca.
Citazioni si ritrovano in Alceo e Anacreonte. Quest'ultimo ci fornisce la più antica attestazione letteraria, tanto del gioco che della sua origine geografica. Ma sull'origine sicula si diffondono anche Crizia, che arriva a definirlo come la più grande invenzione dell'umanità, oltre che Callimaco e Dicearco.

## Svolgimento

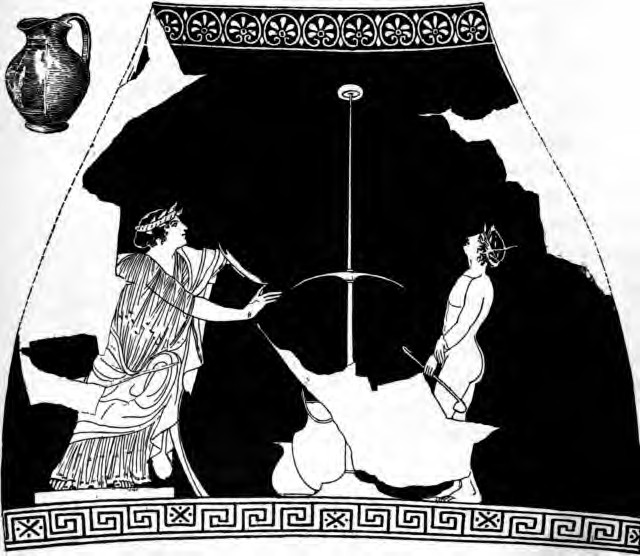
Raffigurazione del Kóttabos kataktós.

L'intrattenimento consisteva in un gioco di abilità che prevedeva sostanzialmente due varianti.

### Kóttabos kataktós
Il gioco, nella sua forma classica e più complessa, consisteva essenzialmente nello scagliare le ultime gocce di vino (λάταξ, làtax) rimaste nella coppa per colpire il piattello (πλάστιγξ, plàstinx) collocato su un'asta in bronzo (rhàbdos kottabikè) alta circa 1,8 metri. A volte i piattelli erano posati in equilibrio precario e il successo consisteva nell'andare a segno con la goccia facendoli cadere gli uni sugli altri con un sonoro clangore.
L'apparato descrittoci da Antifonte prevedeva che sulla sommità di un'asta verticale di lunghezza variabile venisse apposto in bilico il piattello-bersaglio. A mezz'asta, mantenuto da una ghiera o da un anello scorrevole, stava un disco più grande (μάνης, mánes) a cui spettava il compito di ricevere fragorosamente il piattello caduto.

### Kóttabos en lekáne
La variante del κότταβος, detta δι' ὀξυβάφων (di’ oxybáphôn) o ἐν λεκάνη (en lekánê) prevedeva, quale bersaglio, dei piccoli vasi galleggianti detti ὀξυβάφα (oxybápha) in un vaso più grande: il successo arrideva a chi riusciva a farne affondare il maggior numero colpendoli con il lancio del residuo libatorio.

### Il gesto
La kylix veniva appoggiata al polso con una presa imperniata sull'indice. La proiezione del liquido, da posizione quasi sdraiata sul fianco sinistro, era accompagnata da un calibrato gesto di lancio (ankilé) il cui successo doveva richiedere una notevole destrezza se Sofocle, non a caso, arriva a riferire come tra i Siculi fossero in molti ad andar fieri più di un successo al kóttabos che di un riuscito lancio di giavellotto.

## Valenza erotica

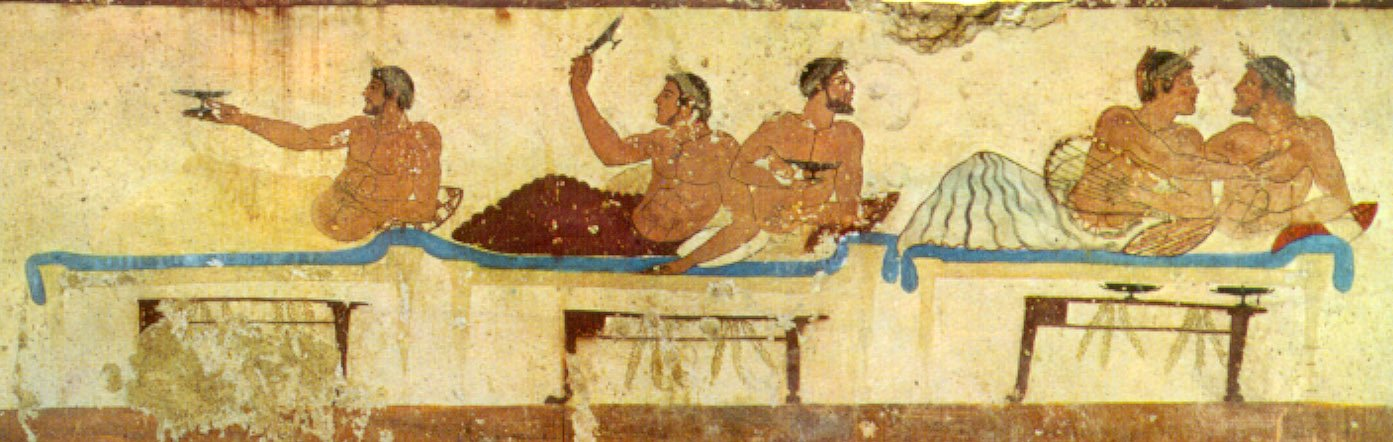
Scena di simposio con giocatori di cottabo in un affresco della tomba del tuffatore a Paestum (475 a.C.).

Oltre a conservare chiare tracce dei significati augurali e sacri attribuiti agli antichi riti del versare per terra il vino, il gioco si connotava anche di una valenza erotica.
Il gesto ludico infatti, oltre che da eleganti e precisi movimenti, era accompagnato dall'invocazione del nome della persona di cui si desideravano i favori. Callimaco nella sua Festa notturna scrive che al termine del gioco chi vince «dia un bacio a chi vuole degli ospiti, uomo o donna che sia».
Una parodia della dedica all'amato è attribuita a Teramene, il quale, dopo la condanna a morte inflittagli da Crizia, bevendo la cicuta avrebbe lanciato le gocce rimaste, esclamando Alla salute del bel Crizia.